# Spodnja Lipnica
Spodnja Lipnica je naselje u slovenskoj Općini Radovljici. Spodnja Lipnica se nalazi u pokrajini Gorenjskoj i statističkoj regiji Gorenjskoj. 

## Stanovništvo
Prema popisu stanovništva iz 2002. godine naselje je imalo 155 stanovnika.